# Stazione di Nagareyama-centralpark
La stazione di Nagareyama-centralpark (流山セントラルパーク駅?, Nagareyama-centralpark-eki) è una stazione ferroviaria situata nella città di Nagareyama della prefettura di Chiba, in Giappone ed è servita dalla linea Tsukuba Express.

## Linee
MIRC
● Tsukuba Express

## Struttura
La stazione, inaugurata nel 2005 è costituita da due binari su viadotto serviti da due marciapiedi laterali con porte di banchina installate a protezione.
| 1-2 | ● Tsukuba Express | per Nagareyama-Ōtakanomori, Moriya e Tsukuba |
| 3-4 | ● Tsukuba Express | per Misato-chūō, Kita-Senju e Akihabara      |

## Stazioni adiacenti
| «                                                  | Servizio        | »                      |
| Tsukuba Express                                    | Tsukuba Express | Tsukuba Express        |
| -------------------------------------------------- | --------------- | ---------------------- |
| Minami-Nagareyama                                  | Locale          | Nagareyama-Ōtakanomori |
| Il R. sezionale, R. pendolari e Rapido non fermano |                 |                        |